# SK Treibach
Der Sportklub Treibach, kurz SK Treibach, ist ein Fußballverein aus der Kärntner Stadt Althofen. Der Verein gehört dem Kärntner Fußballverband (KFV) an und spielt ab der Saison 2023/24 in der vierthöchsten Leistungsstufe, der Kärntner Liga.

## Geschichte
Der Verein wurde 1946 als ATUS Treibach gegründet und erhielt 1965 den heutigen Namen. 1986 gelang dem Verein erstmals der Aufstieg in die höchste Spielklasse des Bundeslandes, der Kärntner Liga, in der man sich allerdings zunächst nur ein Jahr lang hielt. 1990/91 gelang dem Verein der Wiederaufstieg in die Landesliga. In den folgenden Jahren spielte man immer um Plätze in der oberen Tabellenhälfte mit.
In den Saisonen 1993/94 und 1994/95 nahm an der Vorrunde zum ÖFB-Cup teil, schied jedoch 1993/94 gegen den Zweitligisten SV Spittal/Drau und 1994/95 gegen den Ligakonkurrenten SV Rapid Lienz aus. In der Saison 2003/04 nahm Treibach schließlich erstmals an der Hauptrunde teil, scheiterte allerdings in der ersten Runde am Zweitligisten SC Austria Lustenau. In der Liga hielten sich die Althofener über Jahre konstant im Mittelfeld.
In der Saison 2009/10 scheiterte der Verein knapp an einem erstmaligen Aufstieg in die Regionalliga: Treibach wurde Dritter, auf Meister SV Feldkirchen fehlten aber nur drei Punkte. In der Saison 2010/11 konnte man erneut Dritter werden, hatte diesmal aber mit dem Aufstieg nichts zu tun, auf Meister Villacher SV fehlten deutliche 24 Punkte. Die Spielzeit 2011/12 beendete der Verein im gesicherten Mittelfeld als Siebter. In der Saison 2012/13 belegte der Klub den zehnten Tabellenrang.
In den Saisonen 2013/14 und 2014/15 wurde Treibach jeweils Sechster. In der Saison 2015/16 wurde man Vierter. In der Spielzeit 2016/17 nahm Treibach ein zweites Mal an der Hauptrunde des Cups teil, für den man sich als Kärntner Landescupsieger qualifiziert hatte. In der ersten Runde war man aber gegen den Regionalligisten First Vienna FC chancenlos und bekam eine 6:0-Klatsche. In der Saison 2016/17 wurden die Althofener in der Liga Sechster, wie auch in der Saison 2017/18. Die Saison 2018/19 war die bis dato beste der Vereinsgeschichte: Treibach wurde Vizemeister der Landesliga, auf Meister ATSV Wolfsberg und den erstmaligen Regionalligaaufstieg fehlte nur ein Punkt. In der Saison 2019/20 spielte Treibach ein drittes Mal im ÖFB-Cup, traf diesmal auf den Bundesligisten WSG Tirol, gegen den man mit 2:1 nur äußert knapp verlor. Die Landesligasaison wurde aufgrund der COVID-19-Pandemie nach der Winterpause abgebrochen, Treibach lag zu jenem Zeitpunkt mit drei Punkten Rückstand auf Tabellenführer ASKÖ Gmünd auf Platz drei.
Als Landesligadritter war man für die darauffolgende Spielzeit wieder für den Cup qualifiziert, in dem man aber neuerlich in der ersten Runde ausschied, diesmal unterlag man mit 2:1 dem Zweitligisten SV Horn. In der Saison 2020/21, die aufgrund der COVID-19-Pandemie auf 15 statt 30 Runden verkürzt worden war, wurde Treibach erstmals Kärntner Meister und stieg somit auch erstmals in die drittklassige Regionalliga auf. Die Debütsaison in der dritten Liga beendete man auf dem 14. Rang, womit man eigentlich sportlich direkt wieder in die Kärntner Liga absteigen musste. Da allerdings der Meister der OÖ Liga, die Union Weißkirchen, auf den Aufstieg verzichtete, durfte Treibach die Klasse halten. Die Saison 2022/23 beendete man erneut auf Rang 14 und stieg diesmal auch aus der Regionalliga ab. In der Saison 2023/24 fixierte das Team als Meister den direkten Wiederaufstieg in die Regionalliga.